# Lăpuș (flod)
Lăpuș (ungarsk: Lápos) er en biflod fra højre til floden Someș i Rumænien.   Den har sit udspring i Lăpuș-bjergene i distriktet Maramureș. Den løber ud i Someș i Bușag, vest for Baia Mare. Den løber gennem kommunerne Băiuț, Lăpuș, Târgu Lăpuș, Vima Mică, Șomcuta Mare, Remetea Chioarului, Coaș, Săcălășeni, Groși, Recteău og Tăuți og Tăuți og Tăuți. Den er 119 km lang og har et afvandingsareal på 1.875 km2.

## Bifloder
Bifloder til floden Lăpuș (fra kilden til mundingen) er:
- Fra venstre: Tocila, Botiz, Râoaia, Iedera, Suciu, Nireș, Rohia, Valea Mare, Valea Gâdelui, Boiul, Prislop
- Fra højre: Strâmbul Băiuț, Rotunda, Dobric, Valea Rea, Cavnic, Chechiș, Craica, Săsar, Băița